# ساشا زاغوراتس
ساشا زاغوراتس (بالسلوفينية: Saša Zagorac)‏ مواليد 1984 في ليوبليانا، جمهورية يوغوسلافيا الاشتراكية الاتحادية، هو لاعب كرة سلة سلوفيني. بدأ مسيرته الاحترافية في سنة 2002. يلعب في دوري اتحاد في تي بي. يحمل الرقم 17. يبلغ طوله 6 قدم 9 بوصة (2.1 م).

## المسيرة الاحترافية
لعب مع نادي أوليمبيا لكرة السلة من سنة 2002 إلى 2004، ثم لعب مع كابفنبيرغ بولز في موسم 2004–2005، ثم لعب مع تيرامو باسكت في الدوري الإيطالي في سنة 2011.

## روابط خارجية
- ساشا زاغوراتس على موقع الاتحاد الدولي لكرة السلة (الإنجليزية)
- ساشا زاغوراتس على موقع الدوري الأوروبي لكرة السلة (الإنجليزية)
- ساشا زاغوراتس على موقع كرة السلة الأوروبية.كوم (الإنجليزية)
- ساشا زاغوراتس على موقع ريلجم (الإنجليزية)
- ساشا زاغوراتس على موقع بروبوليرز (الإنجليزية)
- ساشا زاغوراتس على موقع سبورتس رفرنس (الإنجليزية)